# Butch Cassidy i Sundance Kid
Butch Cassidy i Sundance Kid (oryg. Butch Cassidy and the Sundance Kid) – amerykański western z 1969 roku w reżyserii George’a Roya Hilla.
Piosenka Raindrops Keep Fallin’ on My Head z tego filmu zdobyła Oscara w kategorii Najlepsza piosenka.

## Fabuła
Historia autentycznych postaci Dzikiego Zachodu z końca XIX wieku. Butch Cassidy i Sundance Kid organizują napady na pociągi i banki. By zbiec przed wymiarem sprawiedliwości w Stanach Zjednoczonych uciekają do Boliwii – tam kontynuując napady narażają się lokalnej armii.

## Obsada
- Paul Newman – Butch Cassidy (Robert Leroy Parker)
- Robert Redford – Sundance Kid (Harry Alonzo Longabaugh)
- Katharine Ross – Etta Place
- Strother Martin(inne języki) – Percy Garris
- Henry Jones – sprzedawca rowerów
- Jeff Corey – szeryf Steve Bledsoe
- George Furth – Woodcock
- Cloris Leachman – Agnes
- Ted Cassidy – Harvey Logan
- Eric Sinclair – sprzedawca u Tiffany'ego
- Nelson Olmsted – fotograf
- Sam Elliott – pokerzysta
- Pancho Córdova – dyrektor banku
- José Chávez – boliwijski dowódca policji
- Charles Dierkop – Flat Nose Curry

## Zdjęcia
Zdjęcia do filmu realizowane były na terenie Meksyku (Cuernavaca, Taxco), Stanów Zjednoczonych (Los Angeles – studio, Springdale, Snow Canyon, Chama, St. George, Grafton – w hrabstwie Washington, Calabasas, Taos, Durango, Silverton.